# 12 Persei
12 Persei, som är stjärnans Flamsteed-beteckning, är en dubbelstjärna belägen i den mellersta delen av stjärnbilden, Perseus. Den har en minsta kombinerad skenbar magnitud på ca 4,94 och är svagt synlig för blotta ögat där ljusföroreningar ej förekommer. Baserat på parallaxmätning inom Hipparcosuppdraget på ca 41,3 mas, beräknas den befinna sig på ett avstånd på ca 79 ljusår (ca 24 parsek) från solen. Den rör sig bort närmare solen med en heliocentrisk radialhastighet av ca –23 km/s.

## Egenskaper
Primärstjärnan 12 Persei A är gul till vit stjärna i huvudserien av spektralklass F9 V. Den har en massa som är ca 1,2 solmassor, en radie som är ca 1,6 solradier och utsänder ca 3 gånger mera energi än solen från dess fotosfär vid en effektiv temperatur på ca 6 200 K.
12 Persei är en dubbelsidig spektroskopisk dubbelstjärna. Magnitudskillnaden mellan de två stjärnorna beräknas vara 0,51 enheter. Den mindre följeslagaren är också större än solen, med 124 procent av solens massa, 131 procent av solens radie och har 186 procent av solens ljusstyrka. Paret kretsar runt varandra med en period av 331 dygn och en excentricitet av 0,663. Halva storaxeln för deras bana är 1,27 AE, vilket innebär att den inre stabilitetsradie för en hypotetisk planet som kretsar kring paret skulle vara 4,35 AE. Detta ligger utanför den beboeliga zonen för systemet.
12 Persei är en misstänkt variabel stjärna, som varierar mellan visuell magnitud +4,88 och 4,94 och företer variationer med okänd periodicitet.